# Liste von zwischen 1945 und 1951 in der Trizone und der Bundesrepublik Deutschland hingerichteten Personen
Die vorliegende Liste bietet einen Überblick über Personen, die zwischen 1945 und 1951 in der Trizone bzw. der Bundesrepublik Deutschland hingerichtet wurden.

## Organisation der Liste
Als Rahmendaten für die Aufnahme in diese Liste gelten der Mai 1945, in dem der Zweite Weltkrieg (in Europa) mit der Annahme der bedingungslosen Kapitulation des Deutschen Reiches endete, sowie der Juni 1951, als die letzten Hinrichtungen durch die Militärjustiz der westalliierten Besatzungsmächte auf deutschem Staatsgebiet vollzogen wurden.
Erfasst werden zwei Personengruppen:
1. Personen, die zwischen 1945 und 1949 von deutschen Zivilgerichten in den drei westlichen Besatzungszonen des ehemaligen deutschen Reiches auf Grund von Bestimmungen des Strafgesetzbuches aufgrund von nichtmilitärischen Verbrechen , die sie begangen hatten, nach Landesrecht zum Tode verurteilt und anschließend auf Grund eines von einem zivilen Strafgericht in der Trizone verhängten Todesurteils von zivilen Strafvollstreckungsorganen der damals bestehenden deutschen Länder hingerichtet wurden.
Die in der Zeit zwischen der Aufhebung des Deutschen Reiches als einem Zentralstaat von den Justizen der einzelnen westdeutschen Länder durchgeführten Hinrichtungen endeten im Jahr 1949 mit der Verabschiedung des Grundgesetzes. Dieses bestimmte die Abschaffung der Todesstrafe als einer Strafform innerhalb seines Geltungsbereiches. Praktisch bedeutete dies, dass nach der Bildung der Bundesrepublik als einem (westdeutschen) Gesamtstaat im Jahr 1949 auch die Justizen der einzelnen westdeutschen Länder (die nun zu Bundesländern eines föderalen Gesamtstaates wurden) gemäß dem Grundsatz „Bundesrecht bricht Landesrecht“ bzw. infolge der Anwendung des Grundsatzes „Lex superior derogat legi inferiori“ („das höherrangige Gesetz verdrängt das niederrangige“) im Falle des Kollidierens der Rechtsbestimmungen von zwei Rechtsinstanzen (Bundesrecht als Recht des Gesamtstaates und Landesrecht als dem Recht, das in einem bestimmten teilautonomen Land des Gesamtstaates gilt), wobei diese Rechtsinstanzen als Systeme in einem hierarchischen Verhältnis zueinander stehen (das Bundesrecht gilt als höherrangig als das Landesrecht), das übergeordnete Recht (Bundesrecht) das Landesrecht „aussticht“ bzw. eine Bestimmung des Bundesrechtes eine in Widerspruch zu ihr stehende Bestimmung des Landesrechts aussticht. In Bezug auf die Anwendung der Todesstrafe bedeutete dies, dass die Bestimmung des Bundesrechtes, das die Anwendung derselben verbot, die Bestimmungen einzelner Bundesländer, die die Anwendung derselben erlaubten, „ausstach“ und ihre Anwendung, obschon sie geltendes Landesrecht waren, aufgrund ihrer Nicht-im-Einklang-mit-dem-Bundesrecht-Stehens blockierten, so dass die Todesstrafe vorsehenden Bestimmungen einzelner Bundesländer fortan de facto nicht mehr angewendet wurden, obschon sie technisch weiterhin geltendes (Landes-)Recht darstellten.
2. Personen, die zwischen 1945 und 1951 von britischen, französischen oder US-amerikanischen Militärgerichten oder von interalliierten Militärgerichten, an denen Vertreter der Militärjustiz von mindestens zwei dieser drei Staaten (und zum Teil auch der Sowjetunion) mitwirkten, zum Tode verurteilt und im Gebiet der drei westlichen Besatzungszonen hingerichtet wurden. Hiervon waren vor allem Angehörige des deutschen Militär- und Staatsapparates betroffen, die sich während des Zweiten Weltkriegs der Begehung von Kriegsverbrechen schuldig gemacht hatten.
Da die Militärjustiz der drei Besatzungsmächte in den westdeutschen Gebieten in ihrer Tätigkeit von dem einheimischen Recht in den jeweiligen Gebieten völlig unabhängig war, waren die alliierten Militärgerichte in ihrer Rechtsprechung entsprechend auch von dem zivilen Landesrecht und (ab 1949) vom Bundesrecht völlig unabhängig. Dementsprechend war die alliierte Militärjustiz in Westdeutschland nach 1949 nicht an das vom Grundgesetz ausgesprochene Hinrichtungsverbot gebunden, so dass sie weiterhin Todesurteile verhängte und bis 1951 auch vollstreckte. Zu diesem Zeitpunkt verzichteten die Westalliierten im Zuge des sich verschärfenden Ost-West-Konfliktes, aufgrund des verstärkten Bestrebens der Westmächte, Westdeutschland in ihr politisch-militärisches Bündnissystem einzubinden, auf die weitere Durchführung von Hinrichtungen deutscher Kriegsverbrecher, da sie damit die deutsche Bevölkerung für einen engeren politischen Anschluss an die Westmächte umstimmen wollten.

## Hinrichtungen durch die westdeutsche Ziviljustiz (1945 bis 1949)
Zwischen dem Ende des Zweiten Weltkrieges und dem Inkrafttreten des Grundgesetzes (24. Mai 1949), das die Strafform der Todesstrafe aufhob, verhängten deutsche Gerichte in den drei westlichen Besatzungszonen vierunddreißig Todesurteile. Von diesen wurden fünfzehn vollstreckt. In Berlin, wo das Grundgesetz in diesem Punkt keine Gültigkeit hatte, wurde die Todesstrafe erst 1951 durch eine separate Regelung abgeschafft. Die letzte dort vollstreckte Hinrichtung fand am 12. Mai 1949 statt.

### Trizone
- 18. Februar 1949: Richard Schuh (* 2. Oktober 1920 in Remmingsheim; † 18. Februar 1949 in Tübingen). Schuh wurde 1948 wegen eines Anfang 1948 begangenen Raubmordes durch das Landgericht Tübingen zum Tode verurteilt und im Februar 1949 in Tübingen durch die Guillotine hingerichtet. Seine Tötung gilt als die letzte zivile Hinrichtung in Westdeutschland.

### West-Berlin
- 11. Mai 1949: Berthold Wehmeyer (* 7. Juni 1925 in Berlin; † 11. Mai 1949 ebenda), Schlosser. Wehmeyer erwürgte am 22. April 1947 zusammen mit einem Helfer in Wusterhausen südlich von Berlin die 60-jährige Eva Kusserow, um in den Besitz von Kartoffeln zu gelangen. Die Täter versteckten die Leiche in einem Feld bei Wusterhausen. Nach seiner Identifizierung als Tatbeteiligter wurde Wehmeyer wegen Mordes und Vergewaltigung vor dem Berliner Schwurgericht angeklagt. Das Gericht befand ihn im Urteil vom 5. Juli 1948 für schuldig und verurteilte ihn wegen Mordes zum Tode sowie wegen Vergewaltigung zu einer Zuchthausstrafe von fünf Jahren. Sein Helfer erhielt sechs Jahre Zuchthaus. Die Urteilsrevision wurde zurückgewiesen. Wehmeyer wurde am frühen Morgen des 11. Mai 1949 im Hinrichtungsraum des Zellengefängnisses in der Lehrter Straße mit dem Fallbeil hingerichtet.

## Hinrichtungen durch die alliierte Militärjustiz (1945 bis 1951)
Nach dem Zweiten Weltkrieg verurteilten alliierte Militärgerichte in den drei westlichen Besatzungszonen 5025 Personen. Davon wurden 806 Personen (i. e. 16,03 % aller Verurteilten) zum Tode verurteilt. Von diesen 806 Todesurteilen wurden 486 (= 60,29 % der ergangenen Todesurteile) vollstreckt. In den Fällen der 320 (= 39,7 %) zum Tode verurteilten Personen, auf deren Hinrichtung verzichtet wurde, erfolgte meist Begnadigung zu lebenslanger Haft, dem fast immer weitere Gnadenerweise folgten, so dass die betreffenden Personen fast alle zwischen 1950 und 1956 wieder in Freiheit gelangten.
Die meisten der in den drei westlichen Besatzungszonen durchgeführten Hinrichtungen wurden im alliierten Kriegsverbrechergefängnis War Criminal Prison No. 1 in Landsberg am Lech (Amerikanische Besatzungszone), im Kriegsverbrechergefängnis im Zuchthaus Hameln und in Werl (Britische Besatzungszone) sowie in Rastatt, Sandweier und Wittlich (Französische Besatzungszone) vollstreckt.

### Liste vollstreckter Todesurteile
Bis zur Gründung der Bundesrepublik Deutschland
| Datum         | Person                         | Alter | Land des Militärgerichtes          | Anmerkung                                                                  | Hinrichtungsort   |
| ------------- | ------------------------------ | ----- | ---------------------------------- | -------------------------------------------------------------------------- | ----------------- |
| 29. Juni 1945 | Peter Kohn                     | 32    | USA                                | Fliegermorde                                                               | Rheinbach         |
| 29. Juni 1945 | Matthias Gierens               | 37    | USA                                | Fliegermorde                                                               | Rheinbach         |
| 29. Juni 1945 | Peter Back                     | 37    | USA                                | Fliegermorde                                                               | Rheinbach         |
| 10. Nov. 1945 | Josef Hartgen                  | 41    | USA                                | Fliegermorde Rüsselsheim                                                   | Bruchsal          |
| 10. Nov. 1945 | Johannes Seipel                | 67    | USA                                | Fliegermorde Rüsselsheim                                                   | Bruchsal          |
| 10. Nov. 1945 | Philipp Gütlich                | 49    | USA                                | Fliegermorde Rüsselsheim                                                   | Bruchsal          |
| 10. Nov. 1945 | Friedrich Wüst                 | 40    | USA                                | Fliegermorde Rüsselsheim                                                   | Bruchsal          |
| 10. Nov. 1945 | Johannes Opper                 | 62    | USA                                | Fliegermorde Rüsselsheim                                                   | Bruchsal          |
| 19. Nov. 1945 | Albert Bury                    | 45    | USA                                | Fliegerprozess                                                             | Landsberg am Lech |
| 19. Nov. 1945 | Wilhelm Häfner                 | 50    | USA                                | Fliegerprozess                                                             | Landsberg am Lech |
| 19. Nov. 1945 | Ernst Waldmann                 | 42    | USA                                | Fliegerprozess                                                             | Landsberg am Lech |
| 10. Dez. 1945 | Franz Strasser                 | 46    | USA                                | Fliegerprozess                                                             | Landsberg am Lech |
| 13. Dez. 1945 | Elisabeth Volkenrath           | 26    | Großbritannien                     | 1. Bergen-Belsen-Prozess                                                   | Hameln            |
| 13. Dez. 1945 | Irma Grese                     | 22    | Großbritannien                     | 1. Bergen-Belsen-Prozess                                                   | Hameln            |
| 13. Dez. 1945 | Johanna Bormann                | 52    | Großbritannien                     | 1. Bergen-Belsen-Prozess                                                   | Hameln            |
| 13. Dez. 1945 | Josef Kramer                   | 39    | Großbritannien                     | 1. Bergen-Belsen-Prozess                                                   | Hameln            |
| 13. Dez. 1945 | Fritz Klein                    | 57    | Großbritannien                     | 1. Bergen-Belsen-Prozess                                                   | Hameln            |
| 13. Dez. 1945 | Karl Francioh                  | 33    | Großbritannien                     | 1. Bergen-Belsen-Prozess                                                   | Hameln            |
| 13. Dez. 1945 | Peter Weingärtner              | 32    | Großbritannien                     | 1. Bergen-Belsen-Prozess                                                   | Hameln            |
| 13. Dez. 1945 | Ansgar Pichen                  | 32    | Großbritannien                     | 1. Bergen-Belsen-Prozess                                                   | Hameln            |
| 13. Dez. 1945 | Franz Hößler                   | 39    | Großbritannien                     | 1. Bergen-Belsen-Prozess                                                   | Hameln            |
| 13. Dez. 1945 | Georg Otto Sandrock            | 47    | Großbritannien                     | Almelo-Morde                                                               | Hameln            |
| 13. Dez. 1945 | Ludwig Schweinberger           | 44    | Großbritannien                     | Almelo-Morde                                                               | Hameln            |
| 13. Dez. 1945 | Franz Stärfl                   | 30    | Großbritannien                     | 1. Bergen-Belsen-Prozess                                                   | Hameln            |
| 13. Dez. 1945 | Wilhelm Dörr                   | 24    | Großbritannien                     | 1. Bergen-Belsen-Prozess                                                   | Hameln            |
| 4. Jan. 1946  | Nikolaus Fachinger             | 40    | USA                                | Fliegerprozess                                                             | Landsberg am Lech |
| 4. Jan. 1946  | Heinrich Flauaus               | 24    | USA                                | Fliegerprozess                                                             | Landsberg am Lech |
| 24. Jan. 1946 | Anton Schosser                 | 43    | USA                                | Fliegerprozess                                                             | Landsberg am Lech |
| 8. März 1946  | August Bühning                 | 49    | Großbritannien                     | Fliegerprozess                                                             | Hameln            |
| 8. März 1946  | Hans Renoth                    | 49    | Großbritannien                     | Fliegerprozess                                                             | Hameln            |
| 8. März 1946  | Otto Franke                    | 31    | Großbritannien                     | Fliegerprozess                                                             | Hameln            |
| 8. März 1946  | Friedrich König                | 50    | Großbritannien                     | Fliegerprozess                                                             | Hameln            |
| 8. März 1946  | Alfred Büttner                 | 43    | Großbritannien                     | Fliegerprozess                                                             | Hameln            |
| 8. März 1946  | Willy Mackensen                | 52    | Großbritannien                     | Misshandlung alliierter Gefangener                                         | Hameln            |
| 8. März 1946  | Johannes Braschoß              | 47    | Großbritannien                     | Ermordung von Kriegsgefangenen                                             | Hameln            |
| 8. März 1946  | Erich Heyer                    | 58    | Großbritannien                     | Ermordung von Kriegsgefangenen                                             | Hameln            |
| 14. März 1946 | Alfons Klein                   | 36    | USA                                | Euthanasie-Prozesse                                                        | Bruchsal          |
| 14. März 1946 | Heinrich Ruoff                 | 58    | USA                                | Euthanasie-Prozesse                                                        | Bruchsal          |
| 14. März 1946 | Karl Willig                    | 52    | USA                                | Euthanasie-Prozesse                                                        | Bruchsal          |
| 15. März 1946 | August Kobus                   | 45    | USA                                | Fliegermorde Freilassing                                                   | Bruchsal          |
| 15. Mai 1946  | Erich Hoffmann                 | 45    | Großbritannien                     | Mord an 7 Norwegern                                                        | Hameln            |
| 15. Mai 1946  | Friedrich Uhrig                | 34    | Großbritannien                     | Fliegermorde                                                               | Hameln            |
| 15. Mai 1946  | Ludwig Lang                    | 46    | Großbritannien                     | Fliegermorde                                                               | Hameln            |
| 15. Mai 1946  | Hermann Lommes                 | 47    | Großbritannien                     | Fliegermorde                                                               | Hameln            |
| 15. Mai 1946  | Wilhelm Scharschmidt           | 38    | Großbritannien                     | Fliegermorde                                                               | Hameln            |
| 15. Mai 1946  | Emil Günther                   | 47    | Großbritannien                     | Fliegermorde                                                               | Hameln            |
| 15. Mai 1946  | Otto Bopf                      | 50    | Großbritannien                     | Fliegermorde                                                               | Hameln            |
| 15. Mai 1946  | Bruno Böttcher                 | 48    | Großbritannien                     | Fliegermorde                                                               | Hameln            |
| 15. Mai 1946  | Karl Amberger                  | 31    | Großbritannien                     | Fliegermorde                                                               | Hameln            |
| 15. Mai 1946  | Franz Kircher                  | 41    | Großbritannien                     | Ermordung von Kriegsgefangenen in Essen                                    | Hameln            |
| 16. Mai 1946  | Karl Eberhard Schöngarth       | 43    | Großbritannien                     | Fliegermorde                                                               | Hameln            |
| 16. Mai 1946  | Erwin Knop                     | 40    | Großbritannien                     | Fliegermorde                                                               | Hameln            |
| 16. Mai 1946  | Herbert Gernoth                | 40    | Großbritannien                     | Fliegermorde                                                               | Hameln            |
| 16. Mai 1946  | Wilhelm Hadler                 | 48    | Großbritannien                     | Fliegermorde                                                               | Hameln            |
| 16. Mai 1946  | Friedrich Beeck                | 59    | Großbritannien                     | Fliegermorde                                                               | Hameln            |
| 16. Mai 1946  | Bruno Tesch                    | 55    | Großbritannien                     | Testa-Prozess                                                              | Hameln            |
| 16. Mai 1946  | Karl Weinbacher                | 47    | Großbritannien                     | Testa-Prozess                                                              | Hameln            |
| 28. Mai 1946  | Friedrich Wilhelm Ruppert      | 41    | USA                                | Dachau-Hauptprozess                                                        | Landsberg am Lech |
| 28. Mai 1946  | Simon Kiern                    | 32    | USA                                | Dachau-Hauptprozess                                                        | Landsberg am Lech |
| 28. Mai 1946  | Otto Förschner                 | 43    | USA                                | Dachau-Hauptprozess                                                        | Landsberg am Lech |
| 28. Mai 1946  | Franz Xaver Trenkle            | 46    | USA                                | Dachau-Hauptprozess                                                        | Landsberg am Lech |
| 28. Mai 1946  | Rudolf Heinrich Suttrop        | 34    | USA                                | Dachau-Hauptprozess                                                        | Landsberg am Lech |
| 28. Mai 1946  | Josef Jarolin                  | 42    | USA                                | Dachau-Hauptprozess                                                        | Landsberg am Lech |
| 28. Mai 1946  | Engelbert Valentin Niedermeyer | 34    | USA                                | Dachau-Hauptprozess                                                        | Landsberg am Lech |
| 28. Mai 1946  | Vinzenz Schöttl                | 40    | USA                                | Dachau-Hauptprozess                                                        | Landsberg am Lech |
| 28. Mai 1946  | Claus Schilling                | 74    | USA                                | Dachau-Hauptprozess                                                        | Landsberg am Lech |
| 28. Mai 1946  | Josef Seuß                     | 40    | USA                                | Dachau-Hauptprozess                                                        | Landsberg am Lech |
| 28. Mai 1946  | Walter Adolf Langleist         | 52    | USA                                | Dachau-Hauptprozess                                                        | Landsberg am Lech |
| 28. Mai 1946  | Anton Endres                   | 36    | USA                                | Dachau-Hauptprozess                                                        | Landsberg am Lech |
| 28. Mai 1946  | Otto Moll                      | 31    | USA                                | Dachau-Hauptprozess                                                        | Landsberg am Lech |
| 28. Mai 1946  | Johann Viktor Kirsch           | 55    | USA                                | Dachau-Hauptprozess                                                        | Landsberg am Lech |
| 29. Mai 1946  | Fritz Becher                   | 41    | USA                                | Dachau-Hauptprozess                                                        | Landsberg am Lech |
| 29. Mai 1946  | Arno Lippmann                  | 55    | USA                                | Dachau-Hauptprozess                                                        | Landsberg am Lech |
| 29. Mai 1946  | Wilhelm Tempel                 | 37    | USA                                | Dachau-Hauptprozess                                                        | Landsberg am Lech |
| 29. Mai 1946  | Wilhelm Welter                 | 33    | USA                                | Dachau-Hauptprozess                                                        | Landsberg am Lech |
| 29. Mai 1946  | Michael Redwitz                | 45    | USA                                | Dachau-Hauptprozess                                                        | Landsberg am Lech |
| 29. Mai 1946  | Wilhelm Wagner                 | 41    | USA                                | Dachau-Hauptprozess                                                        | Landsberg am Lech |
| 29. Mai 1946  | Martin Gottfried Weiß          | 40    | USA                                | Dachau-Hauptprozess                                                        | Landsberg am Lech |
| 29. Mai 1946  | Johann Kick                    | 44    | USA                                | Dachau-Hauptprozess                                                        | Landsberg am Lech |
| 29. Mai 1946  | Alfred Kramer                  | 47    | USA                                | Dachau-Hauptprozess                                                        | Landsberg am Lech |
| 29. Mai 1946  | Fritz Hintermayer              | 34    | USA                                | Dachau-Hauptprozess                                                        | Landsberg am Lech |
| 29. Mai 1946  | Christof Ludwig Knoll          | 51    | USA                                | Dachau-Hauptprozess                                                        | Landsberg am Lech |
| 29. Mai 1946  | Johann Baptist Eichelsdörfer   | 56    | USA                                | Dachau-Hauptprozess                                                        | Landsberg am Lech |
| 29. Mai 1946  | Franz Böttger                  | 57    | USA                                | Dachau-Hauptprozess                                                        | Landsberg am Lech |
| 29. Mai 1946  | Leonhard Anselm Eichberger     | 31    | USA                                | Dachau-Hauptprozess                                                        | Landsberg am Lech |
| 30. Juli 1946 | Heinrich Arnold                | 42    | Frankreich                         | Rastatter Prozesse                                                         | Rastatt           |
| 30. Juli 1946 | Friedrich Bucks                | 29    | Frankreich                         | Rastatter Prozesse                                                         | Rastatt           |
| 30. Juli 1946 | Nikolaus Drokur                | 65    | Frankreich                         | Rastatter Prozesse                                                         | Rastatt           |
| 30. Juli 1946 | Heinrich Freiherr              | 54    | Frankreich                         | Rastatter Prozesse                                                         | Rastatt           |
| 30. Juli 1946 | Fritz Fries († Rastatt)        | 60    | Frankreich                         | Rastatter Prozesse                                                         | Rastatt           |
| 30. Juli 1946 | Fritz Gross († Rastatt)        | 62    | Frankreich                         | Rastatter Prozesse                                                         | Rastatt           |
| 30. Juli 1946 | Heinrich Horetz                | 37    | Frankreich                         | Rastatter Prozesse                                                         | Rastatt           |
| 30. Juli 1946 | Karl Kunkel                    | 48    | Frankreich                         | Rastatter Prozesse                                                         | Rastatt           |
| 30. Juli 1946 | Jakob Quinten                  | 42    | Frankreich                         | Rastatter Prozesse                                                         | Rastatt           |
| 30. Juli 1946 | Eduard Regulski                | 34    | Frankreich                         | Rastatter Prozesse                                                         | Rastatt           |
| 30. Juli 1946 | Fritz Schmoll                  | 33    | Frankreich                         | Rastatter Prozesse                                                         | Rastatt           |
| 30. Juli 1946 | Karl Schmieden                 | 27    | Frankreich                         | Rastatter Prozesse                                                         | Rastatt           |
| 30. Juli 1946 | Heinrich Weerts                | 31    | Frankreich                         | Rastatter Prozesse                                                         | Rastatt           |
| 30. Juli 1946 | Peter Weiss                    | 38    | Frankreich                         | Rastatter Prozesse                                                         | Rastatt           |
| 30. Juli 1946 | Mathias Weyland                | 59    | Frankreich                         | Rastatter Prozesse                                                         | Rastatt           |
| 15. Aug. 1946 | Teofil Walasek                 | 22    | Großbritannien                     | Mord an alliiertem Soldaten                                                | Hameln            |
| 12. Sep. 1946 | Justus Gerstenberg             | 49    | USA                                | Fliegermorde                                                               | Landsberg am Lech |
| 8. Okt. 1946  | Walte Grimm                    | 35    | Großbritannien                     | Mord am polnischen Staatsbürger Andrzej Szablewski in Hamburg-Poppenbüttel | Hameln            |
| 8. Okt. 1946  | Karl Mumm                      | 45    | Großbritannien                     | Mord am polnischen Staatsbürger Andrzej Szablewski in Hamburg-Poppenbüttel | Hameln            |
| 8. Okt. 1946  | Alfred Trzebinski              | 44    | Großbritannien                     | Neuengamme-Hauptprozess                                                    | Hameln            |
| 8. Okt. 1946  | Bruno Kitt                     | 38    | Großbritannien                     | Neuengamme-Hauptprozess                                                    | Hameln            |
| 8. Okt. 1946  | Max Pauly                      | 39    | Großbritannien                     | Neuengamme-Hauptprozess                                                    | Hameln            |
| 8. Okt. 1946  | Anton Thumann                  | 33    | Großbritannien                     | Neuengamme-Hauptprozess                                                    | Hameln            |
| 8. Okt. 1946  | Willi Dreimann                 | 42    | Großbritannien                     | Neuengamme-Hauptprozess                                                    | Hameln            |
| 8. Okt. 1946  | Heinrich Ruge                  | 34    | Großbritannien                     | Neuengamme-Hauptprozess                                                    | Hameln            |
| 8. Okt. 1946  | Wilhelm Warncke                | 39    | Großbritannien                     | Neuengamme-Hauptprozess                                                    | Hameln            |
| 8. Okt. 1946  | Johann Reese                   | 40    | Großbritannien                     | Neuengamme-Hauptprozess                                                    | Hameln            |
| 8. Okt. 1946  | Adolf Speck                    | 34    | Großbritannien                     | Neuengamme-Hauptprozess                                                    | Hameln            |
| 8. Okt. 1946  | Andreas Brems                  | 33    | Großbritannien                     | Neuengamme-Hauptprozess                                                    | Hameln            |
| 8. Okt. 1946  | Heinrich Gerike                | 42    | Großbritannien                     | Mord an polnischen Kindern                                                 | Hameln            |
| 8. Okt. 1946  | Wilhelm Bahr                   | 39    | Großbritannien                     | Neuengamme-Hauptprozess                                                    | Hameln            |
| 8. Okt. 1946  | Georg Heßling                  | 57    | Großbritannien                     | Mord an polnischen Kindern                                                 | Hameln            |
| 8. Okt. 1946  | Ludwig Knorr                   | 50    | Großbritannien                     | Neuengamme-Hauptprozess                                                    | Hameln            |
| 11. Okt. 1946 | Karl Heinrich Reddehase        | 53    | Großbritannien                     | 2. Bergen-Belsen-Prozess                                                   | Hameln            |
| 11. Okt. 1946 | Walter Quakernack              | 39    | Großbritannien                     | 2. Bergen-Belsen-Prozess                                                   | Hameln            |
| 11. Okt. 1946 | Kasimir Cegielski              | 31    | Großbritannien                     | 2. Bergen-Belsen-Prozess                                                   | Hameln            |
| 11. Okt. 1946 | Heinz Lüder Heidemann          | 38    | Großbritannien                     | 2. Bergen-Belsen-Prozess                                                   | Hameln            |
| 11. Okt. 1946 | Peter Straub                   | 58    | Großbritannien                     | KZ Natzweiler-Struthof Prozess                                             | Hameln            |
| 11. Okt. 1946 | Franz Berg                     | 42    | Großbritannien                     | KZ Natzweiler-Struthof Prozess                                             | Hameln            |
| 11. Okt. 1946 | Werner Rohde                   | 42    | Großbritannien                     | KZ Natzweiler-Struthof Prozess                                             | Hameln            |
| 11. Okt. 1946 | Adolf Wolfert                  | 42    | Großbritannien                     | Fliegermorde in Dirmstein                                                  | Hameln            |
| 11. Okt. 1946 | Georg Hartleb                  | 53    | Großbritannien                     | Fliegermorde in Dirmstein                                                  | Hameln            |
| 11. Okt. 1946 | Friedrich Fischer              | 37    | Großbritannien                     | Fliegermorde in Bochum                                                     | Hameln            |
| 11. Okt. 1946 | Johann Frahm                   | 45    | Großbritannien                     | Neuengamme-Nebenprozess                                                    | Hameln            |
| 11. Okt. 1946 | Ewald Jauch                    | 44    | Großbritannien                     | Neuengamme-Nebenprozess                                                    | Hameln            |
| 16. Okt. 1946 | Joachim von Ribbentrop         | 53    | Internationaler Militärgerichtshof | Nürnberger Hauptkriegsverbrecherprozess                                    | Nürnberg          |
| 16. Okt. 1946 | Wilhelm Keitel                 | 64    | Internationaler Militärgerichtshof | Nürnberger Hauptkriegsverbrecherprozess                                    | Nürnberg          |
| 16. Okt. 1946 | Ernst Kaltenbrunner            | 43    | Internationaler Militärgerichtshof | Nürnberger Hauptkriegsverbrecherprozess                                    | Nürnberg          |
| 16. Okt. 1946 | Alfred Rosenberg               | 53    | Internationaler Militärgerichtshof | Nürnberger Hauptkriegsverbrecherprozess                                    | Nürnberg          |
| 16. Okt. 1946 | Hans Frank                     | 46    | Internationaler Militärgerichtshof | Nürnberger Hauptkriegsverbrecherprozess                                    | Nürnberg          |
| 16. Okt. 1946 | Wilhelm Frick                  | 69    | Internationaler Militärgerichtshof | Nürnberger Hauptkriegsverbrecherprozess                                    | Nürnberg          |
| 16. Okt. 1946 | Fritz Sauckel                  | 51    | Internationaler Militärgerichtshof | Nürnberger Hauptkriegsverbrecherprozess                                    | Nürnberg          |
| 16. Okt. 1946 | Alfred Jodl                    | 56    | Internationaler Militärgerichtshof | Nürnberger Hauptkriegsverbrecherprozess                                    | Nürnberg          |
| 16. Okt. 1946 | Julius Streicher               | 61    | Internationaler Militärgerichtshof | Nürnberger Hauptkriegsverbrecherprozess                                    | Nürnberg          |
| 16. Okt. 1946 | Arthur Seyss-Inquart           | 52    | Internationaler Militärgerichtshof | Nürnberger Hauptkriegsverbrecherprozess                                    | Nürnberg          |
| 29. Okt. 1946 | Josef Hörmann                  | 54    | Frankreich                         | Rastatter Prozesse                                                         | Rastatt           |
| 4. Dez. 1946  | Richard Drauz                  | 52    | USA                                | Soldatenmord                                                               | Landsberg am Lech |
| 4. Dez. 1946  | Heinz Endress                  | 44    | USA                                | Fliegermorde                                                               | Landsberg am Lech |
| 23. Jan. 1947 | Max Köchlin                    | 28    | Großbritannien                     | Fliegermorde                                                               | Hameln            |
| 23. Jan. 1947 | Wilhelm Niklaus                | 35    | Großbritannien                     | Fliegermorde                                                               | Hameln            |
| 23. Jan. 1947 | Hans Christian Knab            | 59    | Großbritannien                     | Fliegermorde                                                               | Hameln            |
| 23. Jan. 1947 | Albert Ernst                   | 36    | Großbritannien                     | Neuengamme-Nebenprozess                                                    | Hameln            |
| 23. Jan. 1947 | Friedrich Hollborn             | 35    | Großbritannien                     | Fliegermorde                                                               | Hameln            |
| 23. Jan. 1947 | Wilhelm Schneider              | 39    | Großbritannien                     | Fliegermorde                                                               | Hameln            |
| 23. Jan. 1947 | Max Markwart                   | 58    | Großbritannien                     | Neuengamme-Nebenprozess                                                    | Hameln            |
| 23. Jan. 1947 | Sebastian Schipper             | 35    | Großbritannien                     | Fliegermorde                                                               | Hameln            |
| 23. Jan. 1947 | Emil Hoffmann                  | 34    | Großbritannien                     | Neuengamme-Nebenprozess                                                    | Hameln            |
| 23. Jan. 1947 | Johannes Esser                 | 50    | Großbritannien                     | Fliegermorde                                                               | Hameln            |
| 23. Jan. 1947 | Anton Brunken                  | 38    | Großbritannien                     | KZ Beendorf-Prozess                                                        | Hameln            |
| 4. März 1947  | Johann Georg Sponsel           | 52    | USA                                | Fliegermorde                                                               | Landsberg am Lech |
| 4. März 1947  | Walter Ziehnert                | 47    | USA                                | Fliegermorde                                                               | Landsberg am Lech |
| 7. März 1947  | Hans Körbel                    | 37    | Großbritannien                     | Mord an polnischen Kindern                                                 | Hameln            |
| 20. März 1947 | Hans Becker                    | 45    | Frankreich                         | Rastatter Prozesse                                                         | Sandweier         |
| 20. März 1947 | Léo Billotin                   | 35    | Frankreich                         | Rastatter Prozesse                                                         | Sandweier         |
| 20. März 1947 | Andréas Braunwarth             | 54    | Frankreich                         | Rastatter Prozesse                                                         | Sandweier         |
| 20. März 1947 | August Burtel                  | 36    | Frankreich                         | Rastatter Prozesse                                                         | Sandweier         |
| 20. März 1947 | Fritz Dahlmann                 | 23    | Frankreich                         | Rastatter Prozesse                                                         | Sandweier         |
| 20. März 1947 | Bolesław Dobinski              | 23    | Frankreich                         | Rastatter Prozesse                                                         | Sandweier         |
| 20. März 1947 | Josef Deutsch                  | 32    | Frankreich                         | Rastatter Prozesse                                                         | Sandweier         |
| 20. März 1947 | Johann Dornauer                | 43    | Frankreich                         | Rastatter Prozesse                                                         | Sandweier         |
| 20. März 1947 | Ludwig Gleich                  | 55    | Frankreich                         | Rastatter Prozesse                                                         | Sandweier         |
| 20. März 1947 | Anton Possler                  | 38    | Frankreich                         | Rastatter Prozesse                                                         | Sandweier         |
| 20. März 1947 | Heinrich Schwarz               | 34    | Frankreich                         | Rastatter Prozesse                                                         | Sandweier         |
| 20. März 1947 | Sigmund Sczepaniak             | 32    | Frankreich                         | Rastatter Prozesse                                                         | Sandweier         |
| 20. März 1947 | Willy Seith                    | 50    | Frankreich                         | Rastatter Prozesse                                                         | Sandweier         |
| 20. März 1947 | Walter Telschow                | 41    | Frankreich                         | Rastatter Prozesse                                                         | Sandweier         |
| 20. März 1947 | Albert Theis                   | 32    | Frankreich                         | Rastatter Prozesse                                                         | Sandweier         |
| 20. März 1947 | Oskar Winterbauer              | 50    | Frankreich                         | Rastatter Prozesse                                                         | Sandweier         |
| 21. März 1947 | Hermann Noack                  | 34    | USA                                | Fliegermorde                                                               | Landsberg am Lech |
| 3. Apr. 1947  | Wilhelm Bock († 1947)          | 50    | USA                                | Fliegermorde                                                               | Landsberg am Lech |
| 18. Apr. 1947 | Wilhelm Heene                  | 53    | USA                                | Fliegermorde                                                               | Landsberg am Lech |
| 18. Apr. 1947 | Wilhelm Matthäi                | 44    | USA                                | Fliegermorde                                                               | Landsberg am Lech |
| 2. Mai 1947   | Gustav Engelhardt              | 52    | USA                                | Fliegermorde                                                               | Landsberg am Lech |
| 2. Mai 1947   | Reinhardt Möller               | 41    | USA                                | Fliegermorde                                                               | Landsberg am Lech |
| 2. Mai 1947   | Dorothea Binz                  | 27    | Großbritannien                     | 1. Ravensbrück-Prozess                                                     | Hameln            |
| 2. Mai 1947   | Elisabeth Marschall            | 60    | Großbritannien                     | 1. Ravensbrück-Prozess                                                     | Hameln            |
| 2. Mai 1947   | Greta Bösel                    | 38    | Großbritannien                     | 1. Ravensbrück-Prozess                                                     | Hameln            |
| 2. Mai 1947   | Friedrich Ebsen                | 58    | Großbritannien                     | Schandelah-Prozess                                                         | Hameln            |
| 2. Mai 1947   | Arthur Große                   | 40    | Großbritannien                     | Schandelah-Prozess                                                         | Hameln            |
| 2. Mai 1947   | Johann Heitz                   | 23    | Großbritannien                     | Schandelah-Prozess                                                         | Hameln            |
| 2. Mai 1947   | Karl Truschel                  | 53    | Großbritannien                     | Schandelah-Prozess                                                         | Hameln            |
| 2. Mai 1947   | Heinz Stumpp                   | 34    | Großbritannien                     | Soldatenmord                                                               | Hameln            |
| 3. Mai 1947   | Gerhard Schiedlausky           | 41    | Großbritannien                     | 1. Ravensbrück-Prozess                                                     | Hameln            |
| 3. Mai 1947   | Johann Schwarzhuber            | 42    | Großbritannien                     | 1. Ravensbrück-Prozess                                                     | Hameln            |
| 3. Mai 1947   | Rolf Rosenthal                 | 36    | Großbritannien                     | 1. Ravensbrück-Prozess                                                     | Hameln            |
| 3. Mai 1947   | Gustav Binder                  | 37    | Großbritannien                     | 1. Ravensbrück-Prozess                                                     | Hameln            |
| 3. Mai 1947   | Ludwig Ramdohr                 | 37    | Großbritannien                     | 1. Ravensbrück-Prozess                                                     | Hameln            |
| 24. Mai 1947  | Reinhold Lindau                |       | Frankreich                         | Rastatter Prozesse                                                         | Sandweier         |
| 24. Mai 1947  | Harry van der Veer             |       | Frankreich                         | Rastatter Prozesse                                                         | Sandweier         |
| 27. Mai 1947  | Willi Brüning                  | 46    | USA                                | Mauthausen-Hauptprozess                                                    | Landsberg am Lech |
| 27. Mai 1947  | Stefan Barczay                 | 36    | USA                                | Mauthausen-Hauptprozess                                                    | Landsberg am Lech |
| 27. Mai 1947  | Otto Drabeck                   | 50    | USA                                | Mauthausen-Hauptprozess                                                    | Landsberg am Lech |
| 27. Mai 1947  | Hans Diehl                     | 33    | USA                                | Mauthausen-Hauptprozess                                                    | Landsberg am Lech |
| 27. Mai 1947  | Willi Karl Eckert              | 43    | USA                                | Mauthausen-Hauptprozess                                                    | Landsberg am Lech |
| 27. Mai 1947  | Rudolf Fiegl                   | 22    | USA                                | Mauthausen-Hauptprozess                                                    | Landsberg am Lech |
| 27. Mai 1947  | Heinrich Fitschock             | 22    | USA                                | Mauthausen-Hauptprozess                                                    | Landsberg am Lech |
| 27. Mai 1947  | Georg Gössl                    | 37    | USA                                | Mauthausen-Hauptprozess                                                    | Landsberg am Lech |
| 27. Mai 1947  | Heinrich Häger                 | 54    | USA                                | Mauthausen-Hauptprozess                                                    | Landsberg am Lech |
| 27. Mai 1947  | Hans Hegenscheidt              | 43    | USA                                | Mauthausen-Hauptprozess                                                    | Landsberg am Lech |
| 27. Mai 1947  | Anton Kaufmann                 | 39    | USA                                | Mauthausen-Hauptprozess                                                    | Landsberg am Lech |
| 27. Mai 1947  | Franz Kautny                   | 39    | USA                                | Mauthausen-Hauptprozess                                                    | Landsberg am Lech |
| 27. Mai 1947  | Kurt Keilwitz                  | 26    | USA                                | Mauthausen-Hauptprozess                                                    | Landsberg am Lech |
| 27. Mai 1947  | Gustav Kreindl                 | 43    | USA                                | Mauthausen-Hauptprozess                                                    | Landsberg am Lech |
| 27. Mai 1947  | Josef Leeb                     | 36    | USA                                | Mauthausen-Hauptprozess                                                    | Landsberg am Lech |
| 27. Mai 1947  | Erich Miessner                 | 45    | USA                                | Mauthausen-Hauptprozess                                                    | Landsberg am Lech |
| 27. Mai 1947  | Vinzenz Nohel                  | 44    | USA                                | Mauthausen-Hauptprozess                                                    | Landsberg am Lech |
| 27. Mai 1947  | Josef Riegler                  | 24    | USA                                | Mauthausen-Hauptprozess                                                    | Landsberg am Lech |
| 27. Mai 1947  | Theophil Priebel               | 43    | USA                                | Mauthausen-Hauptprozess                                                    | Landsberg am Lech |
| 27. Mai 1947  | Thomas Sigmund                 | 35    | USA                                | Mauthausen-Hauptprozess                                                    | Landsberg am Lech |
| 27. Mai 1947  | Hans Spatzenegger              | 47    | USA                                | Mauthausen-Hauptprozess                                                    | Landsberg am Lech |
| 27. Mai 1947  | Leopold Trauner                | 53    | USA                                | Mauthausen-Hauptprozess                                                    | Landsberg am Lech |
| 27. Mai 1947  | Adolf Zutter                   | 58    | USA                                | Mauthausen-Hauptprozess                                                    | Landsberg am Lech |
| 28. Mai 1947  | August Blei                    | 37    | USA                                | Mauthausen-Hauptprozess                                                    | Landsberg am Lech |
| 28. Mai 1947  | Johann Altfuldisch             | 35    | USA                                | Mauthausen-Hauptprozess                                                    | Landsberg am Lech |
| 28. Mai 1947  | August Eigruber                | 40    | USA                                | Mauthausen-Hauptprozess                                                    | Landsberg am Lech |
| 28. Mai 1947  | Heinrich Eisenhöfer            | 55    | USA                                | Mauthausen-Hauptprozess                                                    | Landsberg am Lech |
| 28. Mai 1947  | Friedrich Entress              | 32    | USA                                | Mauthausen-Hauptprozess                                                    | Landsberg am Lech |
| 28. Mai 1947  | Johannes Grimm                 | 48    | USA                                | Mauthausen-Hauptprozess                                                    | Landsberg am Lech |
| 28. Mai 1947  | Werner Grahn                   | 63    | USA                                | Mauthausen-Hauptprozess                                                    | Landsberg am Lech |
| 28. Mai 1947  | Willi Frey                     | 23    | USA                                | Mauthausen-Hauptprozess                                                    | Landsberg am Lech |
| 28. Mai 1947  | Wilhelm Henkel                 | 37    | USA                                | Mauthausen-Hauptprozess                                                    | Landsberg am Lech |
| 28. Mai 1947  | Franz Huber                    | 41    | USA                                | Mauthausen-Hauptprozess                                                    | Landsberg am Lech |
| 28. Mai 1947  | Wilhelm Jobst                  | 34    | USA                                | Mauthausen-Hauptprozess                                                    | Landsberg am Lech |
| 28. Mai 1947  | Paul Anton Kaiser              | 38    | USA                                | Mauthausen-Hauptprozess                                                    | Landsberg am Lech |
| 28. Mai 1947  | Kaspar Klimowitsch             | 33    | USA                                | Mauthausen-Hauptprozess                                                    | Landsberg am Lech |
| 28. Mai 1947  | Eduard Krebsbach               | 52    | USA                                | Mauthausen-Hauptprozess                                                    | Landsberg am Lech |
| 28. Mai 1947  | Julius Ludolf                  | 54    | USA                                | Mauthausen-Hauptprozess                                                    | Landsberg am Lech |
| 28. Mai 1947  | Emil Müller                    | 28    | USA                                | Mauthausen-Hauptprozess                                                    | Landsberg am Lech |
| 28. Mai 1947  | Wilhelm Müller                 | 35    | USA                                | Mauthausen-Hauptprozess                                                    | Landsberg am Lech |
| 28. Mai 1947  | Rudolf Mynczak                 | 26    | USA                                | Mauthausen-Hauptprozess                                                    | Landsberg am Lech |
| 28. Mai 1947  | Josef Niedermayer              | 27    | USA                                | Mauthausen-Hauptprozess                                                    | Landsberg am Lech |
| 28. Mai 1947  | Hermann Pribil                 | 41    | USA                                | Mauthausen-Hauptprozess                                                    | Landsberg am Lech |
| 28. Mai 1947  | Johann Spatzenegger            | 46    | USA                                | Mauthausen-Hauptprozess                                                    | Landsberg am Lech |
| 28. Mai 1947  | Karl Struller                  | 34    | USA                                | Mauthausen-Hauptprozess                                                    | Landsberg am Lech |
| 28. Mai 1947  | Andreas Trum                   | 26    | USA                                | Mauthausen-Hauptprozess                                                    | Landsberg am Lech |
| 28. Mai 1947  | Erich Wasicky                  | 36    | USA                                | Mauthausen-Hauptprozess                                                    | Landsberg am Lech |
| 28. Mai 1947  | Waldemar Wolter                | 39    | USA                                | Mauthausen-Hauptprozess                                                    | Landsberg am Lech |
| 28. Mai 1947  | Viktor Zoller                  | 34    | USA                                | Mauthausen-Hauptprozess                                                    | Landsberg am Lech |
| 10. Juni 1947 | Ernst Müller                   | 51    | USA                                | Fliegermorde                                                               | Landsberg am Lech |
| 20. Juni 1947 | Gustav Deppe                   | 53    | USA                                | Mord an 5 US-Soldaten                                                      | Landsberg am Lech |
| 20. Juni 1947 | Franz Dürschke                 | 47    | USA                                | Mord an 5 US-Soldaten                                                      | Landsberg am Lech |
| 20. Juni 1947 | Gustav Storch                  | 47    | USA                                | Mord an 5 US-Soldaten                                                      | Landsberg am Lech |
| 20. Juni 1947 | Otto Striegel                  | 30    | USA                                | Mauthausen-Hauptprozess                                                    | Landsberg am Lech |
| 26. Juni 1947 | Vera Salvequart                | 27    | Großbritannien                     | 1. Ravensbrück-Prozess                                                     | Hameln            |
| 26. Juni 1947 | Longin Nowakowski              | 40    | Großbritannien                     | Mord                                                                       | Hameln            |
| 26. Juni 1947 | Waclaw Winiarski               | 24    | Großbritannien                     | Mord                                                                       | Hameln            |
| 26. Juni 1947 | Kazmierc Bachor                | 35    | Großbritannien                     | Mord                                                                       | Hameln            |
| 26. Juni 1947 | Josef Klingler                 | 43    | Großbritannien                     | Neuengamme-Nebenprozess                                                    | Hameln            |
| 26. Juni 1947 | Albert Lütkemeyer              | 36    | Großbritannien                     | Neuengamme-Nebenprozess                                                    | Hameln            |
| 26. Juni 1947 | Wilhelm Keus                   | 46    | Großbritannien                     | Neuengamme-Nebenprozess                                                    | Hameln            |
| 26. Juni 1947 | Gustav Jepsen                  | 39    | Großbritannien                     | Neuengamme-Nebenprozess                                                    | Hameln            |
| 26. Juni 1947 | Karl Haug                      | 51    | Großbritannien                     | Fliegermorde                                                               | Hameln            |
| 26. Juni 1947 | Hans Kieffer                   | 47    | Großbritannien                     | Fliegermorde                                                               | Hameln            |
| 26. Juni 1947 | Richard Schnur                 | 37    | Großbritannien                     | Fliegermorde                                                               | Hameln            |
| 26. Juni 1947 | Alfred Peek                    | 38    | Großbritannien                     | Mord an alliierten Kriegsgefangenen                                        | Hameln            |
| 26. Juni 1947 | Kurt Rasche                    | 38    | Großbritannien                     | Mord an alliierten Kriegsgefangenen                                        | Hameln            |
| 4. Juli 1947  | Phillip Hey                    | 51    | Frankreich                         | Rastatter Prozesse                                                         | Sandweier         |
| 15. Juli 1947 | Eduard Quark                   | 56    | USA                                | Mord an US-Soldaten                                                        | Landsberg am Lech |
| 15. Juli 1947 | Paul Rübsamen                  | 45    | USA                                | Mord an US-Soldaten                                                        | Landsberg am Lech |
| 15. Juli 1947 | Fritz Hähnert                  | 43    | USA                                | Fliegermorde                                                               | Landsberg am Lech |
| 5. Aug. 1947  | Paul Winkler                   | 51    | USA                                | Mord an 4 US-Soldaten                                                      | Landsberg am Lech |
| 15. Aug. 1947 | Alwin Reinke                   | 47    | USA                                | Fliegermorde                                                               | Landsberg am Lech |
| 26. Aug. 1947 | Fidel Balbas                   | 32    | Frankreich                         | Rastatter Prozesse                                                         | Sandweier         |
| 26. Aug. 1947 | Johann Kapus                   | 43    | Frankreich                         | Rastatter Prozesse                                                         | Sandweier         |
| 26. Aug. 1947 | Eduard Markart                 | 26    | Frankreich                         | Rastatter Prozesse                                                         | Sandweier         |
| 26. Aug. 1947 | Theodor Müller                 |       | Frankreich                         | Rastatter Prozesse                                                         | Sandweier         |
| 26. Aug. 1947 | Bernhard Ulrich                | 31    | Frankreich                         | Rastatter Prozesse                                                         | Sandweier         |
| 5. Sep. 1947  | Tadeusz Kun                    | 19    | Großbritannien                     | illegaler Schusswaffengebrauch und Mord                                    | Hameln            |
| 5. Sep. 1947  | Franciczek Smok                | 23    | Großbritannien                     | illegaler Schusswaffengebrauch und Mord                                    | Hameln            |
| 5. Sep. 1947  | Edward Kubik                   | 24    | Großbritannien                     | illegaler Schusswaffengebrauch                                             | Hameln            |
| 5. Sep. 1947  | Karl Paul Schwanz              | 49    | Großbritannien                     | Fliegermorde in Tilburg                                                    | Hameln            |
| 5. Sep. 1947  | Karl Cremer                    | 37    | Großbritannien                     | Fliegermorde in Tilburg                                                    | Hameln            |
| 5. Sep. 1947  | Albert Rösener                 | 35    | Großbritannien                     | Fliegermorde in Tilburg                                                    | Hameln            |
| 5. Sep. 1947  | Stephan Streit                 | 33    | Großbritannien                     | Curiohaus-Prozess                                                          | Hameln            |
| 5. Sep. 1947  | Josef Knoth                    | 56    | Großbritannien                     | Soldatenmord                                                               | Hameln            |
| 5. Sep. 1947  | Michael Rotschopf              | 26    | Großbritannien                     | Fliegermorde in Tilburg                                                    | Hameln            |
| 5. Sep. 1947  | Johann Lütfring                | 39    | Großbritannien                     | Fliegermorde in Haltern                                                    | Hameln            |
| 5. Sep. 1947  | Wilhelm Dammann                | 37    | Großbritannien                     | Curiohaus-Prozess                                                          | Hameln            |
| 5. Sep. 1947  | Friedrich Hochstätter          | 45    | Großbritannien                     | Fliegermorde                                                               | Hameln            |
| 5. Sep. 1947  | Heinz Stellpflug               | 36    | Großbritannien                     | Fliegermorde                                                               | Hameln            |
| 19. Sep. 1947 | Willi Fischer                  | 33    | USA                                | Dachauer-Nebenprozess                                                      | Landsberg am Lech |
| 19. Sep. 1947 | Martin Phillip Schreyer        | 44    | USA                                | Dachauer-Nebenprozess                                                      | Landsberg am Lech |
| 19. Sep. 1947 | Eugen Hermann Noky             | 43    | USA                                | Mauthausener-Nebenprozess                                                  | Landsberg am Lech |
| 19. Sep. 1947 | Hermann Tuntke                 | 40    | USA                                | Mauthausener-Nebenprozess                                                  | Landsberg am Lech |
| 26. Sep. 1947 | Heinrich Otte                  | 52    | USA                                | Fliegermorde                                                               | Landsberg am Lech |
| 26. Sep. 1947 | Josef Neuner                   | 34    | USA                                | Dachauer-Nebenprozess                                                      | Landsberg am Lech |
| 26. Sep. 1947 | Hermann Zisch                  | 45    | USA                                | Dachauer-Nebenprozess                                                      | Landsberg am Lech |
| 3. Okt. 1947  | Konrad Blomberg                | 47    | USA                                | Flossenbürg-Hauptprozess                                                   | Landsberg am Lech |
| 3. Okt. 1947  | Christian Eisbusch             | 28    | USA                                | Flossenbürg-Hauptprozess                                                   | Landsberg am Lech |
| 3. Okt. 1947  | Josef Hauser                   | 34    | USA                                | Flossenbürg-Hauptprozess                                                   | Landsberg am Lech |
| 3. Okt. 1947  | Christian Mohr                 | 33    | USA                                | Flossenbürg-Hauptprozess                                                   | Landsberg am Lech |
| 3. Okt. 1947  | Willi Olschewski               | 44    | USA                                | Flossenbürg-Hauptprozess                                                   | Landsberg am Lech |
| 3. Okt. 1947  | Albert Roller                  | 37    | USA                                | Flossenbürg-Hauptprozess                                                   | Landsberg am Lech |
| 3. Okt. 1947  | Ludwig Schwarz                 | 47    | USA                                | Flossenbürg-Hauptprozess                                                   | Landsberg am Lech |
| 3. Okt. 1947  | Bruno Skierka                  | 49    | USA                                | Flossenbürg-Hauptprozess                                                   | Landsberg am Lech |
| 3. Okt. 1947  | Erhard Wolf                    | 48    | USA                                | Flossenbürg-Hauptprozess                                                   | Landsberg am Lech |
| 3. Okt. 1947  | Josef Wurst                    | 27    | USA                                | Flossenbürg-Hauptprozess                                                   | Landsberg am Lech |
| 10. Okt. 1947 | Wilhelm Langeloh               | 55    | USA                                | Fliegermorde                                                               | Landsberg am Lech |
| 15. Okt. 1947 | August Ginschel                | 25    | USA                                | Flossenbürg-Hauptprozess                                                   | Landsberg am Lech |
| 15. Okt. 1947 | Cornelius Schwanner            | 63    | USA                                | Flossenbürg-Hauptprozess                                                   | Landsberg am Lech |
| 14. Nov. 1947 | Fritz Schulze                  | 49    | Großbritannien                     | Fliegermorde                                                               | Hameln            |
| 14. Nov. 1947 | Jan Waskiewicz                 | 26    | Großbritannien                     | illegaler Schusswaffengebrauch                                             | Hameln            |
| 14. Nov. 1947 | Wasyl Kiwiak                   | 22    | Großbritannien                     | Polizistenmord                                                             | Hameln            |
| 14. Nov. 1947 | Hubert Sternicki               | 20    | Großbritannien                     | Polizistenmord                                                             | Hameln            |
| 14. Nov. 1947 | Georg Gawliczek                | 38    | Großbritannien                     | Fliegermorde                                                               | Hameln            |
| 14. Nov. 1947 | Johann Borkowski               | 21    | Großbritannien                     | illegaler Schusswaffengebrauch und Mord                                    | Hameln            |
| 14. Nov. 1947 | Kazimiercz Bogdanowicz         | 24    | Großbritannien                     | illegaler Schusswaffengebrauch und Mord                                    | Hameln            |
| 14. Nov. 1947 | Marian Bisset                  | 25    | Großbritannien                     | illegaler Schusswaffengebrauch und Mord                                    | Hameln            |
| 14. Nov. 1947 | Josef Stanczyk                 | 27    | Großbritannien                     | illegaler Schusswaffengebrauch und Mord                                    | Hameln            |
| 14. Nov. 1947 | Josef Bussem                   | 30    | Großbritannien                     | Fliegermorde                                                               | Hameln            |
| 14. Nov. 1947 | Franz Soltys                   | 20    | Großbritannien                     | illegaler Schusswaffengebrauch und Mord                                    | Hameln            |
| 14. Nov. 1947 | Hermann Dinge                  | 55    | Großbritannien                     | Fliegermorde                                                               | Hameln            |
| 14. Nov. 1947 | Tadeusz Bielski                | 24    | Großbritannien                     | illegaler Schusswaffengebrauch und Mord                                    | Hameln            |
| 14. Nov. 1947 | Stanislaw Dziekan              | 31    | Großbritannien                     | illegaler Schusswaffengebrauch und Mord                                    | Hameln            |
| 14. Nov. 1947 | Wladislaw Gawronski            | 31    | Großbritannien                     | Mord                                                                       | Hameln            |
| 14. Nov. 1947 | Cornelius Kayser               | 32    | Großbritannien                     | Mord                                                                       | Hameln            |
| 14. Nov. 1947 | Josef Deiner                   | 62    | USA                                | Dachauer-Nebenprozess                                                      | Landsberg am Lech |
| 14. Nov. 1947 | Franz Frohnapfel               | 33    | USA                                | Dachauer-Nebenprozess                                                      | Landsberg am Lech |
| 14. Nov. 1947 | Alois Hipp                     | 36    | USA                                | Dachauer-Nebenprozess                                                      | Landsberg am Lech |
| 14. Nov. 1947 | Nikolaus Kahles                | 32    | USA                                | Dachauer-Nebenprozess                                                      | Landsberg am Lech |
| 14. Nov. 1947 | August Ruhnke                  | 47    | USA                                | Dachauer-Nebenprozess                                                      | Landsberg am Lech |
| 14. Nov. 1947 | Kurt Otto                      | 40    | USA                                | Mauthausener-Nebenprozess                                                  | Landsberg am Lech |
| 14. Nov. 1947 | Karl Eggert                    | 50    | USA                                | Fliegermorde                                                               | Landsberg am Lech |
| 14. Nov. 1947 | Otto Hermann Stolz             | 34    | USA                                | Fliegermorde                                                               | Landsberg am Lech |
| 5. Dez. 1947  | Heinrich Birnbreier            | 33    | USA                                | Fliegermorde                                                               | Landsberg am Lech |
| 5. Dez. 1947  | Gottlieb Werner                | 60    | USA                                | Fliegermorde                                                               | Landsberg am Lech |
| 5. Dez. 1947  | Maximilian Herrmann            | 48    | USA                                | Fliegermorde                                                               | Landsberg am Lech |
| 5. Dez. 1947  | Hans Staudinger                | 44    | USA                                | Fliegermorde                                                               | Landsberg am Lech |
| 5. Dez. 1947  | Otto Knopp                     | 46    | USA                                | Fliegermorde                                                               | Landsberg am Lech |
| 5. Dez. 1947  | Christian Menrath              | 56    | USA                                | Fliegermorde                                                               | Landsberg am Lech |
| 29. Jan. 1948 | Otto Fricke                    | 46    | Großbritannien                     | Fliegermorde                                                               | Hameln            |
| 29. Jan. 1948 | Udo Kettenbeil                 | 40    | Großbritannien                     | Neuengamme-Nebenprozess                                                    | Hameln            |
| 29. Jan. 1948 | Wilhelm Friedrich Hennings     | 34    | Großbritannien                     | KZ Fuhlsbüttel-Prozess                                                     | Hameln            |
| 29. Jan. 1948 | Carl Otto Schütte              | 57    | Großbritannien                     | KZ Fuhlsbüttel-Prozess                                                     | Hameln            |
| 29. Jan. 1948 | Willi Tessmann                 | 40    | Großbritannien                     | KZ Fuhlsbüttel-Prozess                                                     | Hameln            |
| 30. Jan. 1948 | Marian Osuch                   | 23    | Großbritannien                     | Mord                                                                       | Hameln            |
| 30. Jan. 1948 | Peter Bartsch                  | 25    | Großbritannien                     | Mord                                                                       | Hameln            |
| 30. Jan. 1948 | Ansis Zunde                    | 25    | Großbritannien                     | Mord                                                                       | Hameln            |
| 30. Jan. 1948 | Andrzej Paruszkiewicz          | 32    | Großbritannien                     | Mord                                                                       | Hameln            |
| 30. Jan. 1948 | Manojlo Nikolic                | 25    | Großbritannien                     | Mord                                                                       | Hameln            |
| 30. Jan. 1948 | Miloslaw Pavkovic              | 24    | Großbritannien                     | Mord                                                                       | Hameln            |
| 30. Jan. 1948 | Mihaylo Kordic                 | 28    | Großbritannien                     | Mord                                                                       | Hameln            |
| 30. Jan. 1948 | Pasaka Mehmedovic              | 24    | Großbritannien                     | Mord                                                                       | Hameln            |
| 30. Jan. 1948 | Stojadin Mitrasinovic          | 33    | Großbritannien                     | Mord                                                                       | Hameln            |
| 30. Jan. 1948 | Franc Safranauskas             | 46    | Großbritannien                     | Mord                                                                       | Hameln            |
| 14. Feb. 1948 | Johannes Hecker                | 37    | Frankreich                         | Rastatter Prozesse                                                         | Sandweier         |
| 14. Feb. 1948 | Gustav Albert Herzog           | 35    | Frankreich                         | Rastatter Prozesse                                                         | Sandweier         |
| 14. Feb. 1948 | Paul Horn                      | 35    | Frankreich                         | Rastatter Prozesse                                                         | Sandweier         |
| 14. Feb. 1948 | Richard Maurer                 | 47    | Frankreich                         | Rastatter Prozesse                                                         | Sandweier         |
| 14. Feb. 1948 | Johann Sommer                  | 36    | Frankreich                         | Rastatter Prozesse                                                         | Sandweier         |
| 14. Feb. 1948 | Ernst Wittmann                 | 35    | Frankreich                         | Rastatter Prozesse                                                         | Sandweier         |
| 14. Feb. 1948 | Josef Pospischil               | 45    | Frankreich                         | Natzweiler Prozess                                                         | Sandweier         |
| 26. Feb. 1948 | Friedrich Hauser               | 46    | Großbritannien                     | Fliegermorde                                                               | Hameln            |
| 26. Feb. 1948 | Friedrich Opitz                | 49    | Großbritannien                     | 2. Ravensbrück Prozess                                                     | Hameln            |
| 26. Feb. 1948 | Alfred Schimmel                | 41    | Großbritannien                     | Fliegermorde                                                               | Hameln            |
| 26. Feb. 1948 | Walter Herberg                 | 42    | Großbritannien                     | Fliegermorde                                                               | Hameln            |
| 26. Feb. 1948 | Johannes Post                  | 39    | Großbritannien                     | Fliegermorde                                                               | Hameln            |
| 26. Feb. 1948 | Otto Preiss                    | 41    | Großbritannien                     | Fliegermorde                                                               | Hameln            |
| 26. Feb. 1948 | Hans Kähler                    | 36    | Großbritannien                     | Fliegermorde                                                               | Hameln            |
| 26. Feb. 1948 | Oscar Schmidt                  | 46    | Großbritannien                     | Fliegermorde                                                               | Hameln            |
| 26. Feb. 1948 | Walter Jacobs                  | 34    | Großbritannien                     | Fliegermorde                                                               | Hameln            |
| 26. Feb. 1948 | Erich Zacharias                | 36    | Großbritannien                     | Fliegermorde                                                               | Hameln            |
| 26. Feb. 1948 | Emil Schulz                    | 46    | Großbritannien                     | Fliegermorde                                                               | Hameln            |
| 26. Feb. 1948 | Emil Weil                      | 38    | Großbritannien                     | Fliegermorde                                                               | Hameln            |
| 26. Feb. 1948 | Eduard Geith                   | 48    | Großbritannien                     | Fliegermorde                                                               | Hameln            |
| 26. Feb. 1948 | Johann Schneider               | 38    | Großbritannien                     | Fliegermorde                                                               | Hameln            |
| 26. Feb. 1948 | Josef Gmeiner                  | 43    | Großbritannien                     | Fliegermorde                                                               | Hameln            |
| 24. März 1948 | Johannes Lehmann               | 49    | Großbritannien                     | Mord in Lahde                                                              | Hameln            |
| 24. März 1948 | Wasyl Skiba                    | 23    | Großbritannien                     | Mord                                                                       | Hameln            |
| 24. März 1948 | Nicolay Streblinski            | 21    | Großbritannien                     | Mord                                                                       | Hameln            |
| 24. März 1948 | Wasyl Iwanowitsch              | 25    | Großbritannien                     | Mord                                                                       | Hameln            |
| 2. Juni 1948  | Viktor Brack                   | 33    | USA                                | Nürnberger Ärzteprozess                                                    | Landsberg am Lech |
| 2. Juni 1948  | Karl Brandt                    | 44    | USA                                | Nürnberger Ärzteprozess                                                    | Landsberg am Lech |
| 2. Juni 1948  | Rudolf Brandt                  | 39    | USA                                | Nürnberger Ärzteprozess                                                    | Landsberg am Lech |
| 2. Juni 1948  | Karl Gebhardt                  | 50    | USA                                | Nürnberger Ärzteprozess                                                    | Landsberg am Lech |
| 2. Juni 1948  | Waldemar Hoven                 | 45    | USA                                | Nürnberger Ärzteprozess                                                    | Landsberg am Lech |
| 2. Juni 1948  | Joachim Mrugowsky              | 42    | USA                                | Nürnberger Ärzteprozess                                                    | Landsberg am Lech |
| 2. Juni 1948  | Wolfram Sievers                | 42    | USA                                | Nürnberger Ärzteprozess                                                    | Landsberg am Lech |
| 9. Juni 1948  | Otto Baumann                   | 39    | Großbritannien                     | Mord                                                                       | Hameln            |
| 9. Juni 1948  | Josef Czerwick                 | 23    | Großbritannien                     | Mord                                                                       | Hameln            |
| 9. Juni 1948  | Jurko Dobosz                   | 23    | Großbritannien                     | Mord                                                                       | Hameln            |
| 9. Juni 1948  | Karl Finkenrath                | 39    | Großbritannien                     | Mord                                                                       | Hameln            |
| 9. Juni 1948  | Georg Griesel                  | 32    | Großbritannien                     | Fliegermorde                                                               | Hameln            |
| 9. Juni 1948  | Heinrich Heeren                | 33    | Großbritannien                     | Mord an alliierten Häftlingen                                              | Hameln            |
| 9. Juni 1948  | Peter Klos                     | 34    | Großbritannien                     | Fliegermorde                                                               | Hameln            |
| 9. Juni 1948  | Otto Mohr                      | 50    | Großbritannien                     | Mord                                                                       | Hameln            |
| 29. Juli 1948 | Ruth Neudeck                   | 28    | Großbritannien                     | 3. Ravensbrück Prozess                                                     | Hameln            |
| 29. Juli 1948 | Luis Schmidt                   | 49    | Großbritannien                     | Mord an zwei Kriegsgefangenen in Kranenburg                                | Hameln            |
| 29. Juli 1948 | Jerczy Trawinski               | 23    | Großbritannien                     | Mord                                                                       | Hameln            |
| 17. Sep. 1948 | Benno Orendi                   | 30    | Großbritannien                     | 4. Ravensbrück Prozess                                                     | Hameln            |
| 17. Sep. 1948 | Walter Sonntag                 | 41    | Großbritannien                     | 4. Ravensbrück Prozess                                                     | Hameln            |
| 17. Sep. 1948 | Arthur Conrad                  | 38    | Großbritannien                     | 5. Ravensbrück Prozess                                                     | Hameln            |
| 20. Sep. 1948 | Emma Zimmer                    | 60    | Großbritannien                     | 7. Ravensbrück Prozess                                                     | Hameln            |
| 20. Sep. 1948 | Gertrud Schreiter              | 35    | Großbritannien                     | 7. Ravensbrück Prozess                                                     | Hameln            |
| 29. Sep. 1948 | Gottlieb Emil Friedrich Dikty  | 43    | Großbritannien                     | Mord an russischem Staatsbürger in Rheinhausen                             | Hameln            |
| 1. Okt. 1948  | Georg Knogl                    | 50    | Frankreich                         | Rastatter Prozesse                                                         | Rastatt           |
| 1. Okt. 1948  | Hermann Nau                    | 46    | Frankreich                         | Rastatter Prozesse                                                         | Rastatt           |
| 15. Okt. 1948 | Fritz Girke                    | 35    | USA                                | Fliegermorde                                                               | Landsberg am Lech |
| 15. Okt. 1948 | Jan Akkermann                  | 54    | USA                                | Fliegermorde (Borkum)                                                      | Landsberg am Lech |
| 15. Okt. 1948 | Josef Johann Schmitz           | 54    | USA                                | Fliegermorde (Borkum)                                                      | Landsberg am Lech |
| 15. Okt. 1948 | Erwin Goss                     | 41    | USA                                | Fliegermorde                                                               | Landsberg am Lech |
| 15. Okt. 1948 | Heinz Hellenbroich             | 31    | USA                                | Fliegermorde                                                               | Landsberg am Lech |
| 15. Okt. 1948 | Josef Kiwitt                   | 53    | USA                                | Fliegermorde                                                               | Landsberg am Lech |
| 15. Okt. 1948 | Willi Rieke                    | 56    | USA                                | Fliegermorde                                                               | Landsberg am Lech |
| 22. Okt. 1948 | Wladislaus Dopierala           | 58    | USA                                | Mauthausen-Nebenprozess                                                    | Landsberg am Lech |
| 22. Okt. 1948 | Mathias Frindt                 | 24    | USA                                | Mauthausen-Nebenprozess                                                    | Landsberg am Lech |
| 22. Okt. 1948 | Alois Höllriegl                | 38    | USA                                | Mauthausen-Nebenprozess                                                    | Landsberg am Lech |
| 22. Okt. 1948 | Fritz Dietrich                 | 50    | USA                                | Fliegermorde                                                               | Landsberg am Lech |
| 22. Okt. 1948 | Alexander Piorkowski           | 44    | USA                                | Dachauer-Nebenprozess                                                      | Landsberg am Lech |
| 22. Okt. 1948 | Arthur Führ                    | 37    | USA                                | Fliegermorde                                                               | Landsberg am Lech |
| 22. Okt. 1948 | Emil Hofmann                   | 53    | USA                                | Fliegermorde                                                               | Landsberg am Lech |
| 22. Okt. 1948 | Herbert Kunze                  | 23    | USA                                | Mord an 3 US-Soldaten                                                      | Landsberg am Lech |
| 22. Okt. 1948 | Michael Raaf                   | 41    | USA                                | Fliegermorde                                                               | Landsberg am Lech |
| 22. Okt. 1948 | Franz Karl Stattmann           | 37    | USA                                | Fliegermorde                                                               | Landsberg am Lech |
| 22. Okt. 1948 | Hans Trummler                  | 47    | USA                                | Fliegermorde                                                               | Landsberg am Lech |
| 22. Okt. 1948 | Wenzel Wodak                   | 38    | USA                                | Flossenbürg-Nebenprozess                                                   | Landsberg am Lech |
| 29. Okt. 1948 | Heinrich Franke                | 49    | USA                                | Mord an US-Soldaten                                                        | Landsberg am Lech |
| 29. Okt. 1948 | Karl Hunsicker                 | 39    | USA                                | Fliegermorde                                                               | Landsberg am Lech |
| 29. Okt. 1948 | Rudolf Klein                   | 26    | USA                                | Mauthausen-Nebenprozess                                                    | Landsberg am Lech |
| 29. Okt. 1948 | Kurt Schmutzler                | 52    | USA                                | Mauthausen-Nebenprozess                                                    | Landsberg am Lech |
| 29. Okt. 1948 | Ludwig Klüttgen                | 38    | USA                                | Fliegermorde                                                               | Landsberg am Lech |
| 29. Okt. 1948 | Willi Stemmler                 | 49    | USA                                | Fliegermorde                                                               | Landsberg am Lech |
| 29. Okt. 1948 | Julius Straub                  | 41    | USA                                | Flossenbürg-Nebenprozess                                                   | Landsberg am Lech |
| 5. Nov. 1948  | Wilhelm Bollow                 | 49    | USA                                | Fliegermorde                                                               | Landsberg am Lech |
| 5. Nov. 1948  | Waldemar Feldmeier             | 37    | USA                                | Fliegermorde                                                               | Landsberg am Lech |
| 5. Nov. 1948  | Max Bruno Gartmann             | 55    | USA                                | Fliegermorde                                                               | Landsberg am Lech |
| 5. Nov. 1948  | Peter Goldmann                 | 33    | USA                                | Flossenbürg-Nebenprozess                                                   | Landsberg am Lech |
| 5. Nov. 1948  | Ewaldt Haselow                 | 50    | USA                                | Fliegermorde                                                               | Landsberg am Lech |
| 5. Nov. 1948  | Karl Grönwaldt                 | 54    | USA                                | Fliegermorde                                                               | Landsberg am Lech |
| 5. Nov. 1948  | Franz Penzien                  | 51    | USA                                | Fliegermorde                                                               | Landsberg am Lech |
| 5. Nov. 1948  | Kurt Müller                    | 45    | USA                                | Fliegermorde                                                               | Landsberg am Lech |
| 5. Nov. 1948  | Ernst Ittameier                | 55    | USA                                | Fliegermorde                                                               | Landsberg am Lech |
| 5. Nov. 1948  | Johann Sturm                   | 36    | USA                                | Fliegermorde                                                               | Landsberg am Lech |
| 5. Nov. 1948  | Friedrich Hildebrandt          | 50    | USA                                | Fliegermorde                                                               | Landsberg am Lech |
| 5. Nov. 1948  | Anton Klein                    | 31    | USA                                | Mauthausen-Nebenprozess                                                    | Landsberg am Lech |
| 5. Nov. 1948  | Fabian Richter                 | 37    | USA                                | Mauthausen-Nebenprozess                                                    | Landsberg am Lech |
| 5. Nov. 1948  | Paul Tremmel                   | 38    | USA                                | Mauthausen-Nebenprozess                                                    | Landsberg am Lech |
| 12. Nov. 1948 | Hans Boehn                     | 39    | USA                                | Mauthausen-Nebenprozess                                                    | Landsberg am Lech |
| 12. Nov. 1948 | Karl Fleischer                 | 33    | USA                                | Mauthausen-Nebenprozess                                                    | Landsberg am Lech |
| 12. Nov. 1948 | Emil Andreas Gay               | 43    | USA                                | Mauthausen-Nebenprozess                                                    | Landsberg am Lech |
| 12. Nov. 1948 | Karl Horcicka                  | 31    | USA                                | Mauthausen-Nebenprozess                                                    | Landsberg am Lech |
| 12. Nov. 1948 | Wilhelm Kaupp                  | 42    | USA                                | Mauthausen-Nebenprozess                                                    | Landsberg am Lech |
| 12. Nov. 1948 | Kurt Viktor Kirchner           | 34    | USA                                | Mauthausen-Nebenprozess                                                    | Landsberg am Lech |
| 12. Nov. 1948 | Josef Kisch                    | 35    | USA                                | Mauthausen-Nebenprozess                                                    | Landsberg am Lech |
| 12. Nov. 1948 | Wilhelm Friedrich Müller       | 42    | USA                                | Mauthausen-Nebenprozess                                                    | Landsberg am Lech |
| 12. Nov. 1948 | Max Pausch                     | 53    | USA                                | Mauthausen-Nebenprozess                                                    | Landsberg am Lech |
| 12. Nov. 1948 | Alexander Peroutka             | 32    | USA                                | Mauthausen-Nebenprozess                                                    | Landsberg am Lech |
| 12. Nov. 1948 | Hans Sielaff                   | 44    | USA                                | Mauthausen-Nebenprozess                                                    | Landsberg am Lech |
| 12. Nov. 1948 | Karl Schöpperle                | 56    | USA                                | Mauthausen-Nebenprozess                                                    | Landsberg am Lech |
| 12. Nov. 1948 | Karl Streng                    | 29    | USA                                | Mauthausen-Nebenprozess                                                    | Landsberg am Lech |
| 12. Nov. 1948 | Ewald Wlotzka                  | 38    | USA                                | Mauthausen-Nebenprozess                                                    | Landsberg am Lech |
| 12. Nov. 1948 | Christian Wohlrab              | 28    | USA                                | Mauthausen-Nebenprozess                                                    | Landsberg am Lech |
| 19. Nov. 1948 | Quirin Flaucher                | 32    | USA                                | Mauthausen-Nebenprozess                                                    | Landsberg am Lech |
| 19. Nov. 1948 | Michael Heller                 | 37    | USA                                | Mauthausen-Nebenprozess                                                    | Landsberg am Lech |
| 19. Nov. 1948 | Franz Kofler                   | 32    | USA                                | Mauthausen-Nebenprozess                                                    | Landsberg am Lech |
| 19. Nov. 1948 | Rene Theodor Korsitzky         | 34    | USA                                | Mauthausen-Nebenprozess                                                    | Landsberg am Lech |
| 19. Nov. 1948 | Gustav Petrat                  | 24    | USA                                | Mauthausen-Nebenprozess                                                    | Landsberg am Lech |
| 19. Nov. 1948 | Theo Schmitz                   | 43    | USA                                | Mauthausen-Nebenprozess                                                    | Landsberg am Lech |
| 19. Nov. 1948 | Adam Ankenbrand                | 61    | USA                                | Buchenwald-Nebenprozess                                                    | Landsberg am Lech |
| 19. Nov. 1948 | Hermann Grossmann              | 47    | USA                                | Buchenwald-Hauptprozess                                                    | Landsberg am Lech |
| 19. Nov. 1948 | Hermann Helbig                 | 46    | USA                                | Buchenwald-Hauptprozess                                                    | Landsberg am Lech |
| 19. Nov. 1948 | Josef Kestel                   | 44    | USA                                | Buchenwald-Hauptprozess                                                    | Landsberg am Lech |
| 19. Nov. 1948 | Max Schobert                   | 43    | USA                                | Buchenwald-Hauptprozess                                                    | Landsberg am Lech |
| 19. Nov. 1948 | Hans Wolf                      | 46    | USA                                | Buchenwald-Hauptprozess                                                    | Landsberg am Lech |
| 19. Nov. 1948 | Adolf Eiermann                 | 54    | USA                                | Fliegermorde                                                               | Landsberg am Lech |
| 19. Nov. 1948 | Wilhelm Karcher                | 49    | USA                                | Fliegermorde                                                               | Landsberg am Lech |
| 19. Nov. 1948 | Isidor Klumpp                  | 53    | USA                                | Fliegermorde                                                               | Landsberg am Lech |
| 19. Nov. 1948 | Johann Schneider               | 52    | USA                                | Fliegermorde                                                               | Landsberg am Lech |
| 26. Nov. 1948 | Franz Auer                     | 37    | USA                                | Mühldorf-Prozess                                                           | Landsberg am Lech |
| 26. Nov. 1948 | Heinrich Baumann               | 37    | USA                                | Mord an 4 US-Soldaten                                                      | Landsberg am Lech |
| 26. Nov. 1948 | Albert Hammer                  | 38    | USA                                | Mord an 4 US-Soldaten                                                      | Landsberg am Lech |
| 26. Nov. 1948 | Andreas Ingebrand              | 44    | USA                                | Fliegermorde                                                               | Landsberg am Lech |
| 26. Nov. 1948 | Kurt Adam Kirchner             | 38    | USA                                | Fliegermorde                                                               | Landsberg am Lech |
| 26. Nov. 1948 | Friedrich Karl Wilhelm         | 58    | USA                                | Buchenwald-Hauptprozess                                                    | Landsberg am Lech |
| 26. Nov. 1948 | Richard Köhler                 | 32    | USA                                | Buchenwald-Hauptprozess                                                    | Landsberg am Lech |
| 26. Nov. 1948 | Hubert Krautwurst              | 24    | USA                                | Buchenwald-Hauptprozess                                                    | Landsberg am Lech |
| 26. Nov. 1948 | Emil Pleissner                 | 35    | USA                                | Buchenwald-Hauptprozess                                                    | Landsberg am Lech |
| 26. Nov. 1948 | Fritz Miroff                   | 45    | USA                                | Mauthausen-Nebenprozess                                                    | Landsberg am Lech |
| 26. Nov. 1948 | Reinhardt Purucker             | 34    | USA                                | Mauthausen-Nebenprozess                                                    | Landsberg am Lech |
| 26. Nov. 1948 | Oskar Tandler                  | 57    | USA                                | Mauthausen-Nebenprozess                                                    | Landsberg am Lech |
| 26. Nov. 1948 | Hans Möser                     | 42    | USA                                | Dachauer Dora-Prozess                                                      | Landsberg am Lech |
| 26. Nov. 1948 | Heinrich Schmitz               | 52    | USA                                | Flossenbürg-Nebenprozess                                                   | Landsberg am Lech |
| 3. Dez. 1948  | Georg Eckstein                 | 45    | USA                                | Fliegermorde                                                               | Landsberg am Lech |
| 3. Dez. 1948  | Hans Eichel                    | 56    | USA                                | Fliegermorde                                                               | Landsberg am Lech |
| 3. Dez. 1948  | Josef Remmele                  | 45    | USA                                | Dachauer-Nebenprozess                                                      | Landsberg am Lech |
| 3. Dez. 1948  | Erich Wentzel                  | 35    | USA                                | Fliegermorde (Borkum)                                                      | Landsberg am Lech |
| 9. Dez. 1948  | Günter Kuhl                    | 40    | Großbritannien                     | Morde im Arbeitserziehungslager Hallendorf                                 | Hameln            |
| 9. Dez. 1948  | Adolf Wodenko                  | 27    | Großbritannien                     | Mord                                                                       | Hameln            |
| 9. Dez. 1948  | Stanislaus Fialkowski          | 25    | Großbritannien                     | illegaler Schusswaffengebrauch                                             | Hameln            |
| 9. Dez. 1948  | Romuald Zylinsky               | 26    | Großbritannien                     | illegaler Schusswaffengebrauch                                             | Hameln            |
| 14. Jan. 1949 | Josef Ehlen                    | 33    | USA                                | Mord an 4 US-Soldaten                                                      | Landsberg am Lech |
| 14. Jan. 1949 | Johann Engelniederhammer       | 42    | USA                                | Fliegermorde                                                               | Landsberg am Lech |
| 14. Jan. 1949 | Hans Schneider                 | 29    | USA                                | Fliegermorde                                                               | Landsberg am Lech |
| 14. Jan. 1949 | August Viehl                   | 47    | USA                                | Mord an 4 US-Soldaten                                                      | Landsberg am Lech |
| 14. Jan. 1949 | Hans Merbach                   | 38    | USA                                | Buchenwald-Hauptprozess                                                    | Landsberg am Lech |
| 14. Jan. 1949 | Eugen Ziehmer                  | 43    | USA                                | Flossenbürg-Nebenprozess                                                   | Landsberg am Lech |
| 20. Jan. 1949 | Dietrich Schnabel              | 28    | Großbritannien                     | Mord an kanadischen Soldaten                                               | Hameln            |
| 20. Jan. 1949 | Bernhard Siebken               | 38    | Großbritannien                     | Mord an kanadischen Soldaten                                               | Hameln            |
| 20. Jan. 1949 | Czeslaw Swiderski              | 25    | Großbritannien                     | illegaler Schusswaffengebrauch                                             | Hameln            |
| 21. Jan. 1949 | Fritz Knöchlein                | 37    | Großbritannien                     | Mord an britischen Soldaten                                                | Hameln            |
| 2. Feb. 1949  | Indalecio Gonzalez             | 38    | USA                                | Mauthausen-Nebenprozess                                                    | Landsberg am Lech |
| 2. Feb. 1949  | Karl Schrögler                 | 42    | USA                                | Mauthausen-Nebenprozess                                                    | Landsberg am Lech |
| 2. Feb. 1949  | Hellmuth Vetter                | 38    | USA                                | Mauthausen-Nebenprozess                                                    | Landsberg am Lech |
| 2. Feb. 1949  | Ludwig Hollacher               | 29    | USA                                | Fliegermorde                                                               | Landsberg am Lech |
| 2. Feb. 1949  | Friedrich Metz                 | 43    | USA                                | Fliegermorde                                                               | Landsberg am Lech |
| 2. Feb. 1949  | Albert Heim                    | 52    | USA                                | Mord an 3 US-Soldaten                                                      | Landsberg am Lech |
| 2. Feb. 1949  | Josef Brauner                  | 42    | USA                                | Flossenbürg-Nebenprozess                                                   | Landsberg am Lech |
| 16. Feb. 1949 | Theodor Jaremczuk              | 29    | Großbritannien                     | illegaler Schusswaffengebrauch                                             | Hameln            |
| 18. Mai 1949  | Josef Cieplak                  | 25    | Großbritannien                     | Mord und illegaler Schusswaffengebrauch                                    | Hameln            |

Seit der Gründung der Bundesrepublik Deutschland:
| Datum         | Person                          | Alter | Land des Militärgerichtes | Anmerkung                                         | Hinrichtungsort   |
| ------------- | ------------------------------- | ----- | ------------------------- | ------------------------------------------------- | ----------------- |
| 24. Mai 1949  | Uli Schmidt                     | 35    | Frankreich                | Rastatter Prozesse                                | Rastatt           |
| 18. Juni 1949 | Albert Rinkel                   | 37    | Frankreich                | Rastatter Prozesse                                | Rastatt           |
| 29. Juni 1949 | Caspar Schmidt                  | 25    | Großbritannien            | illegaler Schusswaffengebrauch                    | Hameln            |
| 29. Juni 1949 | Friedrich Wilhelm Theilengerdes | 54    | Großbritannien            | Verbrechen gegen die Menschlichkeit in Oldenburg  | Hameln            |
| 31. Aug. 1949 | Mieczysław Antonowicz           | 22    | Großbritannien            | illegaler Schusswaffengebrauch                    | Hameln            |
| 31. Aug. 1949 | Roman Klinski                   | 26    | Großbritannien            | illegaler Schusswaffengebrauch                    | Hameln            |
| 6. Dez. 1949  | Jerzy Andziak                   | 23    | Großbritannien            | Polizistenmord und illegaler Schusswaffengebrauch | Hameln            |
| 12. Juni 1950 | Fritz Suhren                    | 42    | Frankreich                | Rastatter Prozesse                                | Sandweier         |
| 12. Juni 1950 | Hans Pflaum                     | 40    | Frankreich                | Rastatter Prozesse                                | Sandweier         |
| 12. Juni 1951 | Paul Blobel                     | 56    | USA                       | Einsatzgruppen-Prozess                            | Landsberg am Lech |
| 12. Juni 1951 | Werner Braune                   | 42    | USA                       | Einsatzgruppen-Prozess                            | Landsberg am Lech |
| 12. Juni 1951 | Erich Naumann                   | 46    | USA                       | Einsatzgruppen-Prozess                            | Landsberg am Lech |
| 12. Juni 1951 | Otto Ohlendorf                  | 44    | USA                       | Einsatzgruppen-Prozess                            | Landsberg am Lech |
| 12. Juni 1951 | Oswald Pohl                     | 58    | USA                       | Prozess Wirtschafts-Verwaltungshauptamt der SS    | Landsberg am Lech |
| 12. Juni 1951 | Georg Schallermair              | 56    | USA                       | Dachauer-Nebenprozess                             | Landsberg am Lech |
| 12. Juni 1951 | Hans-Theodor Schmidt            | 51    | USA                       | Buchenwald-Hauptprozess                           | Landsberg am Lech |